# ریکاردو فاتی
ریکاردو فاتی (فرانسوی: Ricardo Faty‎؛ زادهٔ ۴ اوت ۱۹۸۶) بازیکن فوتبال سنگالی اهل فرانسه است.
از باشگاه‌هایی که در آن بازی کرده‌است می‌توان به باشگاه فوتبال استراسبورگ، باشگاه فوتبال آ.اس. رم، باشگاه فوتبال بورسااسپور، باشگاه فوتبال آژاکسیو، باشگاه فوتبال نانت، باشگاه فوتبال آریس سالونیک، باشگاه فوتبال استاندارد لیژ، و باشگاه فوتبال بایر ۰۴ لورکوزن اشاره کرد.
وی همچنین در تیم‌های ملی فوتبال زیر ۲۱ سال فرانسه و سنگال بازی کرده‌است.